# Макмэнн, Сара
Сара Макмэнн (англ. Sara McMann; 24 сентября 1980, Такома-Парк, США) — американская спортсменка, борец вольного стиля, серебряный призёр Олимпийских игр 2004 года, вице-чемпионка чемпионата мира 2003 года в весовой категорий до 63 кг, действующий боец UFC в легчайшей весовой категории.

## Карьера

### ЧМ 2003
На Чемпионате 2003 года в финале уступила японке Каори Итё.

### ОИ 2004
На олимпийских играх 2004 года в финале уступила японке Каори Итё.

## Статистика в смешанных единоборствах
| Боёв 19  | Побед 13 | Поражений 6 |
| -------- | -------- | ----------- |
| Нокаутом | 1        | 1           |
| Сдачей   | 5        | 4           |
| Решением | 7        | 1           |

| Результат | Рекорд | Соперник        | Способ                                        | Турнир                                 | Дата            | Раунд | Время | Место                             | Примечание                                                          |
| --------- | ------ | --------------- | --------------------------------------------- | -------------------------------------- | --------------- | ----- | ----- | --------------------------------- | ------------------------------------------------------------------- |
| Победа    | 13–6   | Кэрол Роса      | Единогласное решение                          | UFC on ESPN: Блейдс vs. Докас          | 26 марта 2022   | 3     | 5:00  | Колумбус, Огайо, США              |                                                                     |
| Поражение | 12–6   | Джулианна Пенья | Болевой приём (удушение сзади)                | UFC 257                                | 24 января 2021  | 3     | 3:39  | Абу-Даби, ОАЭ                     |                                                                     |
| Победа    | 12–5   | Лина Ленсберг   | Единогласное решение                          | UFC Fight Night: Блейдс vs. дус Сантус | 25 января 2020  | 3     | 5:00  | Роли, Северная Каролина, США      |                                                                     |
| Поражение | 11–5   | Мэрион Рено     | Болевой приём (удушение треугольником)        | UFC on Fox: Эмметт vs. Стивенс         | 24 февраля 2018 | 2     | 3:40  | Орландо, Флорида, США             |                                                                     |
| Поражение | 11–4   | Кетлин Виейра   | Болевой приём (удушение ручным треугольником) | UFC 215                                | 9 сентября 2017 | 2     | 4:16  | Эдмонтон, Альберта, Канада        |                                                                     |
| Победа    | 11–3   | Джина Мазани    | Болевой приём (удушение ручным треугольником) | UFC Fight Night: Льюис vs. Браун       | 19 февраля 2017 | 1     | 1:14  | Галифакс, Новая Шотландия, Канада | Бой в промежуточном весе                                            |
| Победа    | 10–3   | Алексис Дэвис   | Болевой приём (удушение ручным треугольником) | UFC The Ultimate Fighter 24 Finale     | 3 декабря 2016  | 2     | 2:52  | Лас-Вегас, Невада, США            | Выступление вечера                                                  |
| Победа    | 9–3    | Джессика Ай     | Единогласное решение                          | UFC Fight Night: Алмейда vs. Гарбрандт | 29 мая 2016     | 3     | 5:00  | Лас-Вегас, Невада, США            |                                                                     |
| Поражение | 8–3    | Аманда Нунис    | Болевой приём (удушение сзади)                | UFC Fight Night: Тейшейра vs. Сен-Прё  | 8 августа 2015  | 1     | 2:53  | Нашвилл, Теннесси, США            | Выступление вечера                                                  |
| Поражение | 8–2    | Миша Тейт       | Решение большинства                           | UFC 183                                | 31 января 2015  | 3     | 5:00  | Лас-Вегас, Невада, США            |                                                                     |
| Победа    | 8–1    | Лорен Мёрфи     | Раздельное решение                            | UFC Fight Night: Бейдер vs. Сен-Прё    | 16 августа 2014 | 3     | 5:00  | Бангор, Мэн, США                  |                                                                     |
| Поражение | 7–1    | Ронда Раузи     | ТКО (удар коленом в корпус)                   | UFC 170                                | 22 февраля 2014 | 1     | 1:06  | Лас-Вегас, Невада, США            | Бой титул чемпионки UFC в женском легчайшем весе Выступление вечера |
| Победа    | 7–0    | Шейла Гэфф      | ТКО (удары)                                   | UFC 159                                | 27 августа 2013 | 1     | 4:06  | Ньюарк, Нью-Джерси, США           |                                                                     |
| Победа    | 6–0    | Шейна Бэйзлер   | Единогласное решение                          | Invicta FC 2: Бэйзлер vs. Макмэнн      | 28 июля 2012    | 3     | 5:00  | Канзас-Сити, Канзас, США          | Выступление вечера                                                  |
| Победа    | 5–0    | Хитоми Акано    | Единогласное решение                          | ProElite 3: Гроув vs. Минова           | 21 января 2012  | 3     | 5:00  | Гонолулу, Гавайи, США             |                                                                     |
| Победа    | 4–0    | Ракель Па'алуи  | Болевой приём (захват на руку)                | ProElite 1: Орловский vs. Лопес        | 27 августа 2011 | 3     | 2:53  | Гонолулу, Гавайи, США             |                                                                     |
| Победа    | 3–0    | Тоня Эвинджер   | Единогласное решение                          | Titan Fighting Championships 19        | 29 июля 2011    | 3     | 5:00  | Канзас-Сити, Канзас, США          | Бой в промежуточном весе                                            |
| Победа    | 2–0    | Джули Мэленфэнт | ТКО (удары)                                   | BlackEye Promotions 4                  | 17 июня 2011    | 1     | 0:32  | Флетчер, Северная Каролина, США   |                                                                     |
| Победа    | 1–0    | Кристина Маркс  | Болевой приём (удушение сзади)                | Universal Cage Combat: Revolution      | 28 мая 2011     | 1     | 1:41  | Лоуренсбург, Индиана, США         |                                                                     |